# Ernst Penzoldt
Ernst Penzoldt (Erlangen, 14 giugno 1892 – Monaco di Baviera, 27 gennaio 1955) è stato uno scrittore e artista tedesco.

## Biografia
Figlio di Franz Penzoldt, medico e professore di medicina dell'Università di Erlangen, studiò arte alle accademie di belle arti di Weimar, dove fu allievo di Albin Egger-Lienz, e Kassel. Prima di abbracciare la scrittura fu per alcuni anni attivo come scultore, pittore, incisore e illustratore.
È maggiormente noto per i romanzi Der arme Chatterton ("Il povero Chatterton", 1928), ispirato alla figura e alle vicende biografiche del poeta Thomas Chatterton, e Die Powenzbande ("La banda di potere", 1930), l'ironica storia di una famiglia di ladri. Nella sua variegata carriera fu autore di storie brevi, novelle, poesie, saggi, opere teatrali, raccolte di aforismi.